# Mona Lisa i la lluna de sang
Mona Lisa i la lluna de sang (títol original en anglès, Mona Lisa and the Blood Moon) és una pel·lícula de thriller fantàstic del 2021 escrita i dirigida per Ana Lily Amirpour. És protagonitzada per Kate Hudson, Jun Jong-seo, Ed Skrein, Evan Whitten i Craig Robinson. S'ha subtitulat al català.
La pel·lícula es va projectar per primer cop al 78è Festival Internacional de Cinema de Venècia el 5 de setembre de 2021. Es va estrenar als Estats Units el 30 de setembre de 2022 a càrrec de Saban Films.

## Argument
La Mona Lisa Lee és una pacient en una institució mental prop de Nova Orleans. Després d'haver suportat silenciosament un tractament abusiu, utilitza el poder telepàtic per escapar, ferint diversos treballadors que s'interposen en el seu camí. Vaga pels carrers sense rumb a la nit, es troba amb diversos desconeguts, alguns d'ells hostils o amenaçadors. El seu estrany comportament la porta a l'atenció d'un policia, l'oficial Harold, que intenta arrestar-la. Ella utilitza el seu poder per fer que es dispari al genoll.
A continuació, salva una dona anomenada Bonnie Belle que està perdent una baralla a cops a l'aparcament d'un restaurant de menjar ràpid. Bonnie Belle, una stripper que és mare soltera, es fa amiga de la Mona Lisa i se la porta a casa. Mona es vincula amb el fill petit de Bonnie, Charlie.
Bonnie aprofita el poder de la Mona Lisa per robar un home en un caixer automàtic i per extreure suggeriments no desitjats dels clients de la discoteca on balla. Les accions de la Mona Lisa la porten a l'atenció de l'oficial Harold, mentre continua investigant. Quan s'enfronta a les dues dones, les accions de la Bonnie fan que la Mona Lisa vegi a través d'ella i ella posa fi a l'amistat. Sola, Bonnie és atacada i colpejada per un grup d'homes a qui havia estafat abans.
La Mona Lisa decideix marxar de la ciutat i s'ofereix per endur-se en Charlie. Charlie accepta. Quan l'oficial Harold gairebé els deté a l'aeroport, Charlie crea una distracció perquè la Mona Lisa pugui escapar.

## Repartiment
- Kate Hudson com a Bonnie "Bonnie Belle" Hunt
- Jun Jong-seo com a Mona Lisa Lee
- Craig Robinson com a oficial Harold
- Ed Skrein com a Fuzz
- Evan Whitten com a Charlie Hunt

## Producció
L'octubre de 2018, es va anunciar que Kate Hudson, Craig Robinson, Altonio Jackson i Zac Efron s'havien unit al repartiment de la pel·lícula, amb Ana Lily Amirpour dirigint a partir d'un guió que va escriure. John Lesher actuarà com a productor sota la seva bandera de Le Grisbi Productions. Black Bicycle Entertainment la va produir en associació amb Wiip, Luke Rodgers seria el productor executiu. L'abril de 2019, Jun Jong-seo es va unir al repartiment de la pel·lícula. El juliol de 2019, es va anunciar Ed Skrein i Evan Whitten s'havia unit al repartiment de la pel·lícula, amb Skrein substituint Efron.
La fotografia principal va començar el juliol de 2019. A més de la música original de Daniele Luppi, la banda sonora inclou diverses cançons de Bottin. Va ser filmat a la ubicació de Nova Orleans, Louisiana.

## Llançament
Mona Lisa and the Blood Moon es va estrenar a la 78a Mostra Internacional de Cinema de Venècia el 5 de setembre de 2021. El març de 2022, Saban Films va adquirir els drets de distribució de la pel·lícula. Va ser llançada als Estats Units el 30 de setembre de 2022.

## Recepció
Al lloc web de l'agregador de ressenyes Rotten Tomatoes, la pel·lícula té un índex d'aprovació del 74% basat en les crítiques de 68 crítics, amb una valoració mitjana de 6,6/10. El consens dels crítics del lloc web diu: "Mona Lisa and the Blood Moon troba l'escriptora i directora Ana Lily Amirpour filant un fil de fantasia amb estil, encara que una mica poc cuit narrativament." Metacritic, que utilitza una mitja ponderada, va assignar a la pel·lícula una puntuació de 69 sobre 100, basada en 19 crítics, indicant "crítiques generalment favorables".
Screen Rant l'ha puntuat amb 3,5 estrelles.